# セディナ
セディナ（Cedyna）は三井住友フィナンシャルグループの三井住友カード株式会社が展開するクレジットカード及び信販のブランド名である。
本項では、2020年6月30日まで担っていた株式会社セディナ（Cedyna Financial Corporation）や株式会社セディナの前身会社の一つである株式会社オーエムシーカード（OMC Card, Inc.）についても記述する。

## 概要

### 旧オーエムシーカード
1950年、月賦百貨店事業を営む株式会社丸興として設立。長らく大手スーパーダイエー傘下にあり、クレディセゾンやイオンクレジットサービスらと共に流通系クレジットカード会社として発展してきた経緯を持つ。
1988年にはVISA及びMasterCardと提携。先行していた日本信販（現:三菱UFJニコス）や西武クレジット（現:クレディセゾン）と共に、国際ブランドデュアル発行の先駆けとなる。
2001年にダイエーグループであったローソンが三菱商事傘下へ資本移動した事に伴い、ローソンカードの取扱を終了。2002年に武富士が大株主として資本参画（2005年7月まで）し、社名をオーエムシーカードに変更した。その後は、リボルビング払い専用カード「Jiyuda!」の発行開始や、既存カードのキャッシング利用時のキャンペーンを実施するといった、利息・手数料収入の増大を目論む施策が図られた。
2003年より、ダイエー店舗で実施していた仮カード即時発行（即発）のノウハウを活用し、アイワイ・カード・サービスが発行する「アイワイカード（JCB/IY VISA）」のイトーヨーカ堂系店頭での入会審査業務を受託する。2007年4月にプロセシング部門をプロセントとして独立し、エポスカードが資本参画している。
流通系クレジットカード会社においては長らくカード発行枚数2位であったが、2008年にはイオンクレジットサービスに次いで3位となった。コンピュータにより、クレジットカードの不正利用を検知するシステム（ファルコン）を他社に先駆けて2001年に導入するなど、不正利用対策に積極的なクレジットカード会社とされている。
ダイエーの経営再建に関連し、ダイエーの有利子負債の圧縮のため、他のクレジットカード会社等へ売却されるのではないかという憶測が広がっていた中、2007年7月に三井住友フィナンシャルグループとの提携が発表され、ダイエーの保有していたオーエムシーカード株が三井住友銀行に売却された結果、2008年2月にダイエーは親会社ではなくなった。

### 合併によるセディナ発足以降
三井住友フィナンシャルグループ（SMFG）傘下会社となっていた、株式会社オーエムシーカード（OMC）、株式会社セントラルファイナンス（CF）、株式会社クオークの3社がOMCを存続会社として合併し、2009年4月1日に新会社「セディナ」を発足した（統合の経緯については、SMFGカード&クレジットを参照のこと）。
OMCとCFが上場企業であったこともあり、SMFGカード&クレジット（FGCC）傘下で合併した後もセディナとして東証と名証に上場を維持した。しかし、過払い金返還請求が相次ぎカード業界の経営環境が厳しくなる中、経営効率化を進めるために、2011年5月に株式交換を行い、FGCCの完全子会社となった。この時から、同じFGCC傘下の三井住友カード株式会社との合併も視野に入れていた。
合併に際して、旧3社が発行してきた各種クレジットカードは原則セディナとしても引き続き発行し、加えて、セディナのハウスカードとなる「セディナカード」を新たに発行することになった。
システムとしてはOMC（「OMCカード」と「セディナカード」。カード左下の刻印がいずれも『OM』）とCF（「CFカード」と「クオークカード」。カード左下の刻印がそれぞれ『CF』『QC』）が構築したものが並存している。
ダイエーやイオングループ各店でのご優待デーの特典はマルエツを除いて2016年2月28日をもって終了した。
企業イメージキャラクターは、俳優の谷原章介を起用。
2018年9月28日にSMFGはキャッシュレス決済戦略の推進のため、2019年4月1日をもって三井住友カードを同社の直接の子会社とし、セディナを三井住友カードの子会社とすることを発表した。株式取得の具体的な方法は明かされなかったが、2019年4月1日付で三井住友カードがFGCCを吸収合併したことが国税庁の法人番号検索サイトで確認された。
2020年7月1日には、2012年3月31日に子会社化したSMBCファイナンスサービス（初代）を合併し、セディナはSMBCファイナンスサービス（2代目）に社名変更された（逆さ合併による統合）。社名変更後も「セディナ」はSMBCファイナンスサービスのブランド名として残り、セディナの公式サイトもSMBCファイナンスサービスの個人向けサイトとしてURLの変更を行わずにそのまま存続されている。
2024年4月1日、三井住友カード株式会社がSMBCファイナンスサービスを吸収合併したため、「セディナ」は三井住友カードが展開するブランド名となった。

## 沿革
統合以前のセントラルファイナンス及びクオークの沿革は、各々の記事を参照のこと。
- 1950年9月 - 株式会社丸興[4]設立。
- 1961年10月 - 東京証券取引所市場第2部上場。
- 1970年7月 - 東京証券取引所市場第1部上場。
- 1975年8月 - 朝日クレジット株式会社を設立。
- 1978年5月 - ダイエーメンバーズカードを発行。
- 1981年8月 - きのはな事業部（呉服の販売）を設立。
- 1983年
  - 2月 - 株式会社丸興と株式会社ダイエーが資本業務提携。
  - 5月 - ダイエーメンバーズカードをオレンジメンバーズカードと改称。
- 1984年7月 - 株式会社丸興が、朝日クレジット株式会社を合併。
- 1986年7月 - きのはな事業部を分社化し、株式会社きのはなを創立。
- 1987年
  - 5月 - オレンジメンバーズカードをOMCカードと改称。
  - 9月 - 株式会社丸興が、株式会社ダイエーファイナンスに商号変更。同時に株式会社丸興デンキランドを設立し家電販売部門を分社化。
- 1989年12月 - ダイエーファイナンス、イトマン事件の伊藤寿永光を代表とするゴルフ場開発会社KBS開発に近畿放送（現京都放送・KBS京都　内紛と存続問題参照）の本社屋とすべての放送機器を担保に146億円の融資実行した事実が表面化、後にKBS組合員・一般市民を巻き込んだ社会問題に発展。
- 1994年9月 - 株式会社ダイエーファイナンスが、リッカー株式会社[5]、株式会社朝日トラベルエージェンシーを合併し、株式会社ダイエーファイナンスから株式会社ダイエーオーエムシーに商号変更。
- 1997年9月 - 株式会社きのはなを株式会社宮栄に譲渡（現在はヤマノ・ホールディング・コーポレーショングループ）。
- 2001年7月 - カード利用明細 13,000人分が流出。クレジットやキャッシングの利用者約26,000人に別の会員の利用状況が記載された請求書を発送、うち約13,000人に配達されていたことが判明。会員から「使った覚えのない請求が来た」などと問い合わせや苦情が同日、約1,000件も寄せられたことからミスが判明し、同社は請求書の回収に乗り出した。
- 2002年
  - 3月1日 - ダイレクトマーケティング商品部を分社化し、株式会社暮らしのデザインを設立。
  - 9月 - ローソンと中央三井信託銀行（現・三井住友信託銀行）が、OMCカードの株式を武富士に売却。株式会社ダイエーオーエムシーから株式会社オーエムシーカードに商号変更。
- 2004年
  - 3月1日 - 子会社の株式会社暮らしのデザインの全株式をエディオンに譲渡。
  - 4月 - 自動車教習所の斡旋事業を分社化し、カーライセンスOMCを設立。
  - 9月 - 日本旅行の子会社・旧デイバックに出資し、合弁会社・株式会社日本旅行オーエムシートラベルを設立。併せてOMCの旅行業事業も移管。
  - 12月 - 子会社のアールエフシーとリッカー販売を、ヤマノホールディングコーポレーションに売却。
- 2005年7月 - 武富士が所有していたオーエムシーカード株を三菱証券に売却。三菱証券は翌8月に株をアコムへ売却。
  - アコムの株式の取得に関しては、三菱証券が業務上知り得た情報でアコムの正式な買付決定前に自己勘定で取得し、その取得価格でアコムに転売して成功報酬を得ていたことが後に発覚。2007年1月29日付けで証券取引等監視委員会が証券取引法違反に接触するとして金融庁へ勧告し、金融庁は三菱UFJ証券に対して業務改善命令を発令した。
- 2006年
  - 4月 - 金融庁が、子会社の「アルファオーエムシー」に対し業務停止命令（4月24日から5月18日までの25日間、債権回収をする管理センターの業務停止（弁済の受領などを除く））を出す。担当者3人が2005年11月に3日間にわたり合計6回、債務者の妻に電話をかけ、借金の一括返済などを迫ったことが貸金業規制法に違反する過剰な取り立て行為に当たると判断した為。
  - 7月 - 東京スター銀行と銀行ATM展開で提携。8月9日からダイエー碑文谷店（現・イオンスタイル碑文谷）、Dマート草加店の2店舗に設置し、サービス開始。（8月中に50ケ所へ順次導入を進め、2006年12月末を目処に沖縄を除く全国に約400台あるCD機を同行ATM機へ置き換えられた。ただし、一部店舗ではATMへの切り替えを行わずに取扱終了かつ撤去される箇所が目立つ。）
- 2007年
  - 2月1日 - アルファオーエムシーを吸収合併。銀行のキャッシュカード一体型カードとしては初となる、「イーバンクカードOMC」の発行開始
  - 7月27日 - 三井住友銀行による株式取得を機に、三井住友フィナンシャルグループとの戦略的提携を発表[6]
- 2008年10月1日 - 三井住友フィナンシャルグループ傘下のクレジット事業の統合のため、三井住友カード、セントラルファイナンス、クオークとの間で中間持株会社SMFGカード&クレジット（SMFG完全子会社）を設立し、SMFGおよび三井住友銀行保有の各社株式を中間持株会社へ移転する。
- 2009年
  - 4月1日 - 存続会社をオーエムシーカードとして、セントラルファイナンスとクオークの2社を吸収合併（合併会社の本社は、セントラルファイナンス本社所在地に設置）し、商号を株式会社セディナに変更。オーエムシーカードが存続会社のため、上場は維持。
  - 4月2日 - 株式会社オーエムシーカード発行の転換社債型新株予約権付社債（2008年10月にSMFGに対して行ったもの）について、転換が行われ新株を発行したため、SMFGカード&クレジットの出資比率が46.04%まで増加。
  - 5月1日 - 「セディナカードゴールド」・「セディナカード」の発行を開始[7]。
- 2010年5月31日 - SMFGカード&クレジットに対し第三者割当増資を実施し同社の連結子会社となる。
- 2011年
  - 4月26日 - 東証1部および名証1部の上場廃止。
  - 5月1日 - SMFGカード&クレジットとの間で、SMFG株式を交付する形式の株式交換（三角株式交換）を実施し、同社の完全子会社となる[2]。
- 2012年3月31日 - 株式交換によりSMBCファイナンスサービス（初代）を完全子会社化する[8]。
- 2013年4月 - クレジットカードのラインナップを拡充し、「セディナカードファースト」・「セディナカードクラシック」・「セディナカードJiyu!da!」及び「セディナカードローン」の発行を開始。新たに発行を開始したクレジットカード全種類にはサンリオとのライセンス契約によりハローキティデザインも設定される[9]。
- 2014年
  - 7月14日 - さくらカードから三井住友銀行のキャッシュカード一体型クレジットカードの業務を引き継ぎ、新たなキャッシュカード一体型クレジットカードとなる「SMBC JCB CARD（エスエムビーシージェーシービーカード）」の取り扱いを開始[10]。
  - 9月30日 - 最上位カードとなる「セディナプラチナカード」の発行を開始。プラチナカードでは日本初となるキャラクターデザインを採用した「セディナプラチナカード ハローキティ」も用意される[11]。
- 2016年4月1日 - さくらカードを合併[12]。
- 2019年4月1日 - 親会社のSMFGカード&クレジットが三井住友カードに合併されたため、三井住友カードが親会社となる。
- 2020年7月1日 - 当社を存続会社としてSMBCファイナンスサービス（初代）を合併[13]。SMBCファイナンスサービス（2代目）に社名変更。
- 2021年9月30日 - この日をもって「セディナCFカード」「Cedyna CF Gold Card」「ROUTE2000」「STEERING PASS」の新規申込受付を終了[14]。
- 2024年4月1日 - 三井住友カード株式会社がSMBCファイナンスサービスを吸収合併し[1]、「セディナ」のブランド名も同社に承継。

## 社名の由来
Cedyna（セディナ）の社名は、Credit Excellence & Dynamicsの頭文字をとった造語。

## ロゴマーク
Cedyna（セディナ）の「C」と「C」の中にある球は、お客さま視点の目であり、お客さま一人ひとりの新しいくらしの夢と満足をダイナミックに支援していく意志を表している。また、球は地球であり、グローバルな視野を持っていることを表現している。

## 発行クレジットカード
本節では、カード券面に「Cedyna」ロゴが表記されており、2023年1月時点で新規申込受付を行っている提携カードも述べる（なお、ジャパネットたかたとの提携カードである「ジャパネットカード」など、カード券面に「Cedyna」ロゴが無い、「JR東海エクスプレスカード」のように裏面に「Cedyna」ロゴがある提携カードもある）。
カードの()内のアルファベット2文字は採用しているシステムを意味し、(OM)はセディナカードやOMCカードと同じOMCのシステムを、(CF)はセディナCFカードと同じくセントラルファイナンスのシステムを使用。旧法人から発行を継続している提携カードでは、「OMC」ロゴや「CF」ロゴから「Cedyna」ロゴに変更したカードもある。既に新規申込受付を終了している旧クオークから継承したカード(QC)は、システム上はセディナCFカードと同じ(CF)扱いとなる。
- 一般カード
  - セディナカードクラシック/セディナカードクラシック ハローキティ(OM)
  - セディナカードファースト/セディナカードファースト ハローキティ(OM)
  - セディナカード(OM)
    - セディナカードは過去にタイアップによる限定カードが発行されており、2013年6月27日にアイドルグループアイドリング!!!とタイアップした「セディナカード(アイドリング!!!)」が発行されていた（カード券面は遠藤舞(3号)、横山ルリカ(9号)、河村唯(12号)、長野せりな(13号)、酒井瞳(14号)、三宅ひとみ(17号)、橘ゆりか(19号)、尾島知佳(26号)の8種類が用意されていた。オリジナルステッカーが進呈される入会特典の付帯や専用キャンペーンが行われる以外は通常の「セディナカード」に準じる。募集期間は6ヶ月間の期間限定であった[15]）。

  - セディナカードJiyu!da!/セディナカードJiyu!da! ハローキティ(OM)
  - SMBC JCB CARD クラシック/ゴールド(OM)（クレジットカード単体型）
  - OMCカード(OM)
  - オーカードプラス(OM) - オークワとの提携カード
  - カインズ B CARD(CF) - カインズとの提携カード
  - ハローキティカード(OM)
  - JR東海エクスプレスカード(CF) - 東海旅客鉄道との提携カード[16]
  - タイヨーカード/タイヨーカード ハローキティ(OM) - タイヨーとの提携カード
  - 二木ゴルフカード(CF) - 二木ゴルフとの提携カード
  - ヒマラヤPontaカードPlus(OM) - ヒマラヤとの提携カードで、Pontaカード一体型。JCB仕様はハローキティ柄となる
  - ベイシア B CARD(CF) - ベイシアとの提携カード[16]
  - ウジエカード(OM) - ウジエスーパーとの提携カード
  - ACNカード(CF) - オートキャンプ場ネットワークとの提携カード
  - エディオンカード(OM) - エディオンとの提携カード[17]
  - オートアールズカード/オートアールズ B CARD(CF) - オートアールズとの提携カード
  - ぎゅーとらカード(OM) - ぎゅーとらとの提携カード。申し込みの際、先に店舗でぎゅーとらコロカを申込む必要がある（ぎゅーとらコロカ番号が必要なため）。
  - ホークスfunカード(OM) - 福岡ソフトバンクホークスとの提携カード
  - MSA Visaカード(OM) - 「MISIA Official Supporters Club MSA」会員が申込可能な会員証一体型カード。「Cedyna」ロゴは裏面に記載されている。
  - さが美カード(CF) - さが美との提携カード
  - サンダンス バイカーズカード(CF) - サンダンスエンタープライズとの提携カード（カード券面の左下にアルファベットの記載がないが、「CFスーパーロードサービス」が付帯されているため、システムはCFとなる）
  - 清水屋NICEカード/清水屋NICE ROADSERVICEカード(CF) - 清水屋との提携カード。「NICE ROADSERVICEカード」は「CFスーパーロードサービス」が付帯する。
  - しゃぼん玉VIP MENBER CARD(CF) - しゃぼん玉との提携カード
  - シーホークカード(OM) - ヒルトン福岡シーホークとの提携カード
  - シーモールカード(CF) - 下関商業開発（シーモール下関）との提携カード
  - セキチューVisaカード(CF) - セキチューとの提携カード
  - SOLATO CARD(CF) - 太陽石油との提携カード
  - つかしんカード(CF) - グンゼ（グンゼ タウンセンター つかしん）との提携カード
  - TIARAカード(CF) - レクストとの提携カード
  - DCMマイボカード(OM) - DCMホールディングスとの提携カードで、プリペイド式電子マネー・ポイントカードとの一体型（カード券面の左下にアルファベットの記載はないが、OMCのシステムを用いる）
  - どまつりカード(CF) - 公益財団法人にっぽんど真ん中祭り文化財団との提携カード
  - BAL CARD(OM) - BAL（京都・大阪・神戸に展開するファッションビル）との提携カード
  - fanbi F card(OM) - fanbi寺内（寺内が運営する会員制卸店）との提携カード
  - フレスタスマイルクレジットカード/フレスタスマイルクレジットカード ハローキティ(OM) - フレスタとの提携カード
  - 名フィルカード(CF) - 名古屋フィルハーモニー交響楽団との提携カード（本カードに関しては、年会費支払い時に寄付金が同楽団へ寄付されるほか、カードショッピング利用額の0.5%相当額をSMBCファイナンスサービスが負担する形で同楽団へ寄付される）
  - ユニモールカード(CF) - ユニモールとの提携カード
  - ワークマン B CARD(CF) - ワークマンとの提携カード
- ゴールドカード
  - セディナゴールドカード/セディナゴールドカード ハローキティ(OM)
  - セディナカードゴールド(OM)
    - 申し込みの際の職業選択欄に「学生」という選択肢があり、学生でも発行できる可能性のある数少ないゴールドカード[18]

  - SMBC JCB CARD ゴールド(OM)
  - OMC GOLDカード(OM)
  - MSA Visaゴールドカード(OM) - 「Cedyna」ロゴのある提携カードでは数少ないゴールドカード。MSA Visaカード同様、「MISIA Official Supporters Club MSA」会員のみ申込可能。
- プラチナカード
  - セディナプラチナカード/セディナプラチナカード ハローキティ(OM)

ビジネスカード・コーポレートカードなどの法人カードについては、ジェーシービーのフランチャイズとしてJCB本体に準じたラインナップのカードを発行している。
合併後、OMCカードに加え、新たにセディナカードを発行開始した。CFカード、クオークカードについては、セディナCFカード、セディナクオークカードにそれぞれ名称変更され、マークもセディナのものに変更された。OMCカードのロゴは、既存のままで変更されていないが、一部のカードではセディナのロゴと併記されているものもあった。
セディナとしてのプロパーカードであるセディナカードは旧OMCのシステムを使用しているが、例えば、ダイエーやイオンでのわくわくポイント3倍はセディナカードとセディナカードゴールドは対象外（そのため、セディナカードクラシックなどでは表記されているOMCロゴはなし）となるなど、カードの種類によってはOMCカードとサービスでの差異がある。
セディナカードゴールドは"ゴールド"と名は付くものの、セディナカードに比べて旅行傷害保険が追加で付帯されている程度となり、若年層向けのエグゼクティブカードに近い位置づけとなっている。その後、特典内容を更に拡充したゴールドカードであるセディナゴールドカードや、SMBCファイナンスサービス内で最上級のサービス・特典を用意した黒い券面のプラチナカードであるセディナプラチナカードが順次発行されている。一方で、以前発行されていたセディナカードプレミアムとセディナカードAXU(アクシュ)は2017年2月をもって取扱終了となり、これらの代替カードでもあるセディナカードゴールドへ集約されていた。
SMFGカード&クレジットの完全子会社となった2011年5月以降、提携カード事業を順次縮小しており、新規申込受付の終了や提携解消に伴うカードの取扱終了が行われている。取扱終了に伴う対応は、代替カードとなるプロパーカードが送付される、案内書と合わせてプロパーカードの入会申込書が同封される、代替となるプロパーカードの案内が明記されている（申込は任意で、新規申込受付扱い）とカードにより対応が異なる。特殊な例としては、2018年3月をもって取り扱いを終了したOPAとの提携カードである「オーパOMCカード」の場合、同年4月に代替カードの「セディナカードレーヴ」（OMC扱いで、表面にセディナとOMCのロゴを併記）へ自動切替えされたが、本カードは「オーパOMCカード」会員に発行された専用のカードであり、新規申込受付を行っていない。
2024年7月の三井住友カードへの合併が決定以降、一部カードの新規申し込み終了や、旧CFカード扱いの提携カードの三井住友カードへの移行（ブランドはVISA・MasterCardに集約）などが順次進められていた。合併時にはプロバーカードはデザインを三井住友カードのものに変更したうえで旧セディナカードは「FS」、旧OMCカードは「OMC」を券面に表示し、これまで三井住友カードで発行していなかったJCBブランドも継続された。また合併時に移行した旧セディナ・OMC扱いの提携カードもリニューアル時に新規発行がVISAブランドのみとなった一部のカード（ジャパネットカード・エディオンカードなど）を除き、JCBブランドが継続されている。
セディナカードクラシック/セディナカードクラシック ハローキティは発行当初、取り扱いを終了した提携カードの代替カードとして発行され、OMCカード扱い分とCFカード扱い分とがあり（右下の『OM』と『CF』で識別可）、初年度のみ年会費無料だった。2013年4月からOMCカード扱い分の一般向けの新規申し込みが開始された際にWebに案内が掲載された（年会費1,100円(10%消費税込)。ロゴはCedynaとOMCを併記）。併せて、旧OMCカードで発行し、セディナに変更後も取り扱っていたJiyu!da! カードをセディナブランド化したセディナカードJiyu!da!とセディナカードクラシックと同等の特典を持つ若者向け（18歳〜25歳までを対象）のエントリーカードであるセディナカードファーストもセディナカードクラシックの一般向け発行と同時に発行を開始している。その後、2023年3月31日で旧CFカード扱い分は取り扱いを終了した。
カードの締日は毎月月末締め、翌月27日（金融機関が休業日の場合は翌営業日）に、指定口座から自動引落される。ご利用日から最長60日・最短27日の支払猶予がある。

### 不正利用検知システム
クレジットカードの利用に際しては、悪意のある第三者による不正使用（紛失・盗難・スキミング・クレジットマスターなど）が常に付いて回るものであるが、そういった不正な使用の多くでは、カードの本来の持ち主の通常の利用パターンと「極端にかけ離れた使われ方」がしばしば発生する。例えば、高価な商品を立て続けに購入・あるいは超高額の商品を突然購入する・高額のキャッシングが行なわれるなどのパターンがあるとされる。
こういった使用ケースであっても、その都度の利用額がその月の限度額以内であり・かつ盗難や紛失などの届け出が会員からされていなければ、店頭に設置してあるカード読取り機を通過し、またはカード裏面のサインパネル部分に記されたものと同じサインを提示された場合は、店舗側としてはカードを提示した人間をカード会員本人であると認定するほかないのが現状である。こうした不正使用を未然に食い止めるため、オーエムシーカードでは「ファルコン」という名称の不正利用検知システムを国内のカード業界で初めて導入した。
これはいわゆる人工知能を応用したもので、まずカード利用者の通常の利用パターンを学習し、次に店舗側から与信照会のあった商品の利用額や購入物品・購入店などの内容に関する分析を行ない、それが通常の利用パターンとどれだけ離れているかを0〜999点の得点で表すシステムである。この点数が高いほど不正な利用である確率が高いと見なされ、店舗側には確認のための連絡が入り、本人確認が電話によってカード会社と直接行われる場合がある。不正利用検知に使われるアルゴリズムなどは部外者による悪用を避けるため、非公開とされている。

### CDサービス
- 同社のCD機では、下記の銀行キャッシュカードによる預金の引き出し（出金）も利用可能だった（但し、1万円以上1万円単位で最高5万円までの出金となり、出金額によっては出金手数料の額が異なる）が、2006年8月〜12月にかけて、東京スター銀行との提携により、同社CD機を一部を除いて東京スター銀行ATM機へ順次置き換えられたため、同社CD機による郵便貯金以外の提携銀行キャッシュカードによる預金引き出しサービスについては2006年11月30日をもって終了した。

OMCカードのCDで利用可能だった金融機関名は以下の通り。
- 三菱東京UFJ銀行の「旧UFJ店」口座（「旧東京三菱店」の口座のキャッシュカードでは利用できない）
- 大垣共立銀行
- スルガ銀行
- みちのく銀行
- 香川銀行
- 郵便貯金（こちらについては現在も継続）

## 加盟する信用情報機関
クレジットカードなどの信用審査を行う為に以下の信用情報機関に加盟する。
- 株式会社シー・アイ・シー(CIC)
- 株式会社日本信用情報機構(JICC)

## 関連企業
- 株式会社シーエフ信用保証
- 株式会社シーエフ債権回収
- エムシーエス債権管理回収株式会社
- 株式会社セディナオートリース
- 株式会社CLO
- 株式会社セディナプランニング
- 株式会社チケットセディナ
- 株式会社ブロックライン
- 株式会社セディナトータルサービス
- 株式会社クオークビジネスサポート
- 株式会社日本旅行オーエムシートラベル
- 株式会社証券ジャパン